# Living in the Past
Albums de Jethro Tull
Thick as a Brick
(1972) A Passion Play
(1973)
Living In The Past est un double album du groupe britannique Jethro Tull sorti en 1972. Il s'agit d'une compilation qui reprend des titres issus d'albums, des singles et faces B, ainsi que des titres inédits, dont deux (By Kind Permission Of et Dharma for One) enregistrés en concert. Les éditions originales britannique et américaine ne contiennent pas exactement la même liste de titres, ce qui se reflète dans les rééditions ultérieures au format CD.

## Titres
Toutes les chansons sont de Ian Anderson, sauf indication contraire.

### Vinyle original, édition 51-000

#### Face 1
1. A Song for Jeffrey – 3:20
2. Love Story – 3:02
3. A Christmas Song – 3:05
4. Living in the Past (Anderson, Ellis) – 3:20
5. Driving Song – 2:39
6. Bourée (Bach, arr. Jethro Tull) – 3:43

#### Face 2
1. Sweet Dream – 4:02
2. Singing All Day – 3:03
3. The Witch's Promise – 3:49
4. Teacher – 4:08
5. Inside – 3:49
6. Just Trying to Be – 1:36

#### Face 3
1. By Kind Permission Of (Evan) – 10:11
2. Dharma for One (Anderson, Bunker) – 9:45

#### Face 4
1. Wond'ring Again – 4:12
2. Locomotive breath  - 4:24
3. Life Is a Long Song – 3:18
4. Up the 'Pool – 3:10
5. Dr. Bogenbroom – 2:59
6. From Later – 2:06
7. Nursie – 1:38

### Réédition Mobile Fidelity Sound Lab

#### Disque 1
1. A Song for Jeffrey – 3:20
2. Love Story – 3:02
3. A Christmas Song – 3:05
4. Living in the Past (Anderson, Ellis) – 3:20
5. Driving Song – 2:39
6. Bourée (Bach, arr. Jethro Tull) – 3:43
7. Sweet Dream – 4:02
8. Singing All Day – 3:03
9. Teacher – 4:08
10. The Witch's Promise – 3:49
11. Inside – 3:49
12. Alive and Well and Living In – 2:45
13. Just Trying to Be – 1:36

#### Disque 2
1. By Kind Permission Of (Evan) – 10:11
2. Dharma for One (Anderson, Bunker) – 9:45
3. Wond'ring Again – 4:12
4. Hymn 43 – 3:17
5. Locomotive Breath – 4:24
6. Life Is a Long Song – 3:18
7. Up the 'Pool – 3:10
8. Dr. Bogenbroom – 2:59
9. From Later – 2:06
10. Nursie – 1:38

### Réédition américaine (1 CD)
1. A Song for Jeffrey – 3:20
2. Love Story – 3:02
3. A Christmas Song – 3:05
4. Living in the Past (Anderson, Ellis) – 3:20
5. Driving Song – 2:39
6. Sweet Dream – 4:02
7. Singing All Day – 3:03
8. The Witch's Promise – 3:49
9. Inside – 3:49
10. Alive and Well and Living In – 2:45
11. Just Trying to Be – 1:36
12. By Kind Permission Of (Evan – 10:11
13. Dharma for One (Anderson, Bunker – 9:45
14. Wond'ring Again – 4:12
15. Hymn 43 (absent de l'édition britannique) – 3:17
16. Life Is a Long Song – 3:18
17. Up the 'Pool – 3:10
18. Dr. Bogenbroom – 2:59
19. From Later – 2:06
20. Nursie – 1:38

## Musiciens
- Ian Anderson : chant, flûte, traversière, Tin Whistle, mandoline, guitare électrique 12 cordes sur Sweet Dream, guitare acoustique sur Just Trying to Be, Wond'ring Again, Life Is a Long Song, Up the Pool et Dr. Bogenbroom, Balalaika, Orgue Hammond sur Singing all day, violon.
- Mick Abrahams : guitare électrique sur A Song for Jeffrey et Love Story.
- Martin Barre : guitare électrique, guitare acoustique sur Witch's Promise et Life Is a Long Song, chœurs, percussion sur Dharma for One.
- Glenn Cornick : basse, orgue Hammond sur Singing All Day.
- Jeffrey Hammond : basse sur Hymn 43, Locomotive Breath, Life Is a Long Song, Up the 'Pool, Dr. Bogenbroom et For Later.
- John Evan : piano, orgue Hammond, mellotron, céleste, clavecin, percussions, chœurs sur Dharma for One.
- Clive Bunker : batterie, percussions, chœurs sur Dharma for One.
- Barriemore Barlow : batterie sur Life Is a Long Song, Up the 'Pool, Dr. Bogenbroom et For Later.

### Musicien additionnel
- Dee Palmer : arrangements des cordes et Directeur de l'Orchestre sur Christmas Song et Sweet Dream.
- Lou Toby : arrangements des cordes et Directeur de l'Orchestre sur Living in the Past .
- Andy Johns  : ingénieur du son.